# Seznam medailistů na mistrovství Evropy v běhu na 400 m
Běh na 400 metrů je na programu mistrovství Evropy od roku 1983 v kategorii mužů od roku 1934, ženská čtvrtka měla premiéru v roce 1958.  

## Muži
| Rok  | Místo     | Zlato                            | Výkon vítěze                     | Stříbro                          | Bronz                            |
| ---- | --------- | -------------------------------- | -------------------------------- | -------------------------------- | -------------------------------- |
| 1934 | Turín     | Adolf Metzner                    | 47,9                             | Pierre Skawinski                 | Bertil von Wachenfeldt           |
| 1938 | Paříž     | Godfrey Brown                    | 47,4                             | Karl Baumgarten                  | Erich Linnhoff                   |
| 1946 | Oslo      | Niels Holst-Sørensen             | 47,9                             | Jacques Lunis                    | Derek Pugh                       |
| 1950 | Brusel    | Derek Pugh                       | 47,3                             | Jacques Lunis                    | Lars-Erik Wolfbrandt             |
| 1954 | Bern      | Ardalion Ignaťjev                | 46,6                             | Voitto Hellstén                  | Zoltán Adamik                    |
| 1958 | Stockholm | John Wrighton                    | 46,5                             | John Salisbury                   | Karl-Friedrich Haas              |
| 1962 | Bělehrad  | Robbie Brightwell                | 45,9                             | Manfred Kinder                   | Hans-Joachim Reske               |
| 1966 | Budapešť  | Stanisław Grędziński             | 46,0                             | Andrzej Badeński                 | Manfred Kinder                   |
| 1969 | Athény    | Jan Werner                       | 45,7                             | Jean-Claude Nallet               | Stanisław Grędziński             |
| 1971 | Helsinky  | David Jenkins                    | 45,45                            | Marcello Fiasconaro              | Jan Werner                       |
| 1974 | Řím       | Karl Honz                        | 45,04                            | David Jenkins                    | Bernd Herrmann                   |
| 1978 | Praha     | Franz-Peter Hofmeister           | 45,73                            | Karel Kolář                      | Francis Demarthon                |
| 1982 | Athény    | Hartmut Weber                    | 44,72                            | Andreas Knebel                   | Viktor Markin                    |
| 1986 | Stuttgart | Roger Black                      | 44,59                            | Thomas Schönlebe                 | Mathias Schersing                |
| 1990 | Split     | Roger Black                      | 45,08                            | Thomas Schönlebe                 | Jens Carlowitz                   |
| 1994 | Helsinky  | Du'aine Ladejo                   | 45,09                            | Roger Black                      | Mathias Rusterholz               |
| 1998 | Budapešť  | Iwan Thomas                      | 44,52                            | Robert Maćkowiak                 | Mark Richardson                  |
| 2002 | Mnichov   | Ingo Schultz                     | 45,14                            | David Canal                      | Daniel Caines                    |
| 2006 | Göteborg  | Marc Raquil                      | 45,02                            | Vladislav Frolov                 | Leslie Djhone                    |
| 2010 | Barcelona | Kévin Borlée                     | 45,08                            | Michael Bingham                  | Martyn Rooney                    |
| 2012 | Helsinky  | Pavel Maslák                     | 45,24                            | Marcell Deák-Nagy                | Yannick Fonsat                   |
| 2014 | Curych    | Martyn Rooney                    | 44,71                            | Matthew Hudson-Smith             | Donald Sanford                   |
| 2016 | Amsterdam | Martyn Rooney                    | 45,29                            | Pavel Maslák                     | Liemarvin Bonevacia              |
| 2018 | Berlín    | Matthew Hudson-Smith             | 44,78                            | Kévin Borlée                     | Jonathan Borlée                  |
| 2020 | Paříž     | zrušeno kvůli pandemii covidu-19 | zrušeno kvůli pandemii covidu-19 | zrušeno kvůli pandemii covidu-19 | zrušeno kvůli pandemii covidu-19 |
| 2022 | Mnichov   | Matthew Hudson-Smith             | 44,53                            | Ricky Petrucciani                | Alex Haydock-Wilson              |
| 2024 | Řím       | Alexander Doom                   | 44,15 RM                         | Charles Dobson                   | Liemarvin Bonevacia              |

## Ženy
- Závod žen se poprvé uskutečnil v roce 1958

| Rok  | Místo     | Zlato                            | Výkon vítěze                     | Stříbro                          | Bronz                            |
| ---- | --------- | -------------------------------- | -------------------------------- | -------------------------------- | -------------------------------- |
| 1958 | Stockholm | Marija Itkinová                  | 53,7                             | Jekatěrina Parljuková            | Molly Hiscoxová                  |
| 1962 | Bělehrad  | Marija Itkinová                  | 53,4                             | Joy Grievesonová                 | Tilly van der Madeová            |
| 1966 | Budapešť  | Anna Chmelková                   | 52,9                             | Antónia Munkácsi                 | Monique Noirotová                |
| 1969 | Athény    | Nicole Duclosová                 | 51,72                            | Colette Bessonová                | Maria Sykorová                   |
| 1971 | Helsinky  | Helga Seidlerová                 | 52,14                            | Inge Böddingová                  | Ingelore Lohseová                |
| 1974 | Řím       | Riitta Salinová                  | 50,14                            | Ellen Streidtová                 | Rita Wildenová                   |
| 1978 | Praha     | Marita Kochová                   | 49,94                            | Christina Brehmerová             | Irena Szewińská                  |
| 1982 | Athény    | Marita Kochová                   | 48,16 RM                         | Jarmila Kratochvílová            | Taťána Kocembová                 |
| 1986 | Stuttgart | Marita Kochová                   | 48,22                            | Olga Vladykinová                 | Petra Schersingová               |
| 1990 | Split     | Grit Breuerová                   | 49,50                            | Petra Schersingová               | Marie-José Pérecová              |
| 1994 | Helsinky  | Marie-José Pérecová              | 50,33                            | Světlana Gončarenková            | Phylis Smithová                  |
| 1998 | Budapešť  | Grit Breuerová                   | 49,93                            | Helena Fuchsová                  | Olga Kotljarovová                |
| 2002 | Mnichov   | Olesja Zykinová                  | 50,45                            | Grit Breuerová                   | Lee McConnellová                 |
| 2006 | Göteborg  | Vanja Stambolovová               | 49,85                            | Taťjana Veškurovová              | Olga Zajcevová                   |
| 2010 | Barcelona | Taťjana Firovová                 | 49,89                            | Xenija Ustalovová                | Antonina Krivošapková            |
| 2012 | Helsinky  | Moa Hjelmerová                   | 51,13                            | Xenija Zadorinová                | Ilona Usovičová                  |
| 2014 | Curych    | Libania Grenotová                | 51,10                            | Olha Zemlyaková                  | Indira Terreroová                |
| 2016 | Amsterdam | Libania Grenotová                | 50,73                            | Floria Gueï                      | Anyika Onuora                    |
| 2018 | Berlín    | Justyna Świętyová-Erseticová     | 50,41                            | Maria Belimbasaki                | Lisanne de Witte                 |
| 2020 | Paříž     | zrušeno kvůli pandemii covidu-19 | zrušeno kvůli pandemii covidu-19 | zrušeno kvůli pandemii covidu-19 | zrušeno kvůli pandemii covidu-19 |
| 2022 | Mnichov   | Femke Bolová                     | 49,44                            | Natalia Kaczmareková             | Anna Kiełbasińska                |
| 2024 | Řím       | Natalia Kaczmareková             | 48,98                            | Rhasidat Adelekeová              | Lieke Klaverová                  |